# Banca islamica per lo sviluppo
La Banca islamica per lo sviluppo (IDB) è nata nell'ambito della prima conferenza dei ministri delle finanze dell'Organizzazione della cooperazione islamica  in francese: Organisation de la coopération islamique (OIC o OCI) nel dicembre del 1973 e persegue l'obiettivo del sostegno allo sviluppo socioeconomico tanto dei paesi membri quanto delle comunità musulmane esterne ad essi.
La sede è Gedda.
Il 28 marzo 2007 le è stato riconosciuto lo status di osservatore dell'Assemblea generale delle Nazioni Unite.

## Stati membri
Afghanistan, Albania, Algeria, Arabia Saudita, Azerbaigian, Bahrein, Bangladesh, Benin, Brunei, Burkina Faso, Camerun, Ciad, Comore, Costa d'Avorio, Egitto, Emirati Arabi Uniti, Gabon, Gambia, Gibuti, Giordania, Guinea, Guinea-Bissau, Indonesia, Iran, Iraq, Kazakistan, Kirghizistan, Kuwait, Libano, Libia, Malaysia, Maldive, Mali, Marocco, Mauritania, Mozambico, Niger, Nigeria, Oman, Pakistan, Palestina, Qatar, Senegal, Sierra Leone, Siria, Somalia, Sudan, Suriname, Tagikistan, Togo, Tunisia, Turchia, Turkmenistan, Uganda, Uzbekistan, Yemen.
Per essere ammessi all'IDB è necessario appartenere all'OIC.